# Elpusztult erdélyi települések listája
Az alábbi lista a történelmi Erdély azon településeit tartalmazza, melyek az idők folyamán elpusztultak, de a fennmaradt írott forrásoknak köszönhetően tudunk a létezésükről.

## Elpusztult erdélyi települések
| Név                    | első említés | utolsó említés | mely mai település környékén feküdt           | megjegyzések                                      |
| ---------------------- | ------------ | -------------- | --------------------------------------------- | ------------------------------------------------- |
| Albertfalva            | 1232         | 1335           | Székelyudvarhely (?)                          |                                                   |
| Boldoc                 | 1332         | 1603           | Mezőcsán és Aranyosegerbegy közt              |                                                   |
| Bontev                 | 1334         | 1334           | Szászrégen                                    |                                                   |
| Brondorf               | 1488         | 1488           | Szászsebes                                    |                                                   |
| Bulhárd                | 1335         | 1335           | Szászrégen                                    |                                                   |
| Cziberefalva           | ?            | 1694           | Csíkszentmihály                               | az 1694-es tatárjárás során pusztult el.          |
| Csepegésmacskása       | 1439         | 1507           | Magyarmacskás                                 |                                                   |
| Csittfalva             | ?            | 1603           | Csittszentiván és Malomfalva közt             | Basta katonái pusztították el.                    |
| Debren                 | 1235         | 1235           | Páró                                          |                                                   |
| Dobó                   | 1566         | 1621           | Erdőfüle                                      | Kápolnája romjai ma is láthatóak.                 |
| Domokosfalva           | 1332         | 1335           | Mezőakna és Kissajó közt                      |                                                   |
| Enifalva               | 1334         | 1334           | Torda (?)                                     |                                                   |
| Fahíd                  | 1289         | 1356           | Alsógáld                                      |                                                   |
| Falud                  | 1292         | 1298           | Marosújvár                                    |                                                   |
| Farkatelke             | 1359         | 1426           | Muzsna                                        |                                                   |
| Fehéregyház            | 1330         | 1336           | Szerdahely                                    |                                                   |
| Fejéregyház            | 1291         | 1291           | Dombró és Felvinc közt                        |                                                   |
| Gerebencs              | 1342         | 1349           | Sepsibükszád                                  |                                                   |
| Gussubul               | 1334         | 1341           | Szászsebes                                    | 1587-ben egy oklevél Szászsebes részeként említi. |
| Humrukszentmihálytelke | 1345         | 1345           | Nádasszentmihály                              |                                                   |
| Iklódszentiván         | 1334         | 1662           | Nagyiklód és Dengeleg közt                    | 1643-ban még 29 lakosa van, 1662-ben már puszta.  |
| Herman                 | 1479         | 1479           | Marosillye                                    |                                                   |
| Hermansdorf            | 1488         | 1488           | Kasztó                                        |                                                   |
| Heudvására             | 1296         | 1448           | Cintos és Lándor közt                         |                                                   |
| Inokháza               | 1315         | 1467           | Bonchida                                      |                                                   |
| Kerekegyház            | 1279         | 1313           | Torda                                         |                                                   |
| Keresztes              | 1343         |                | Nagyiklód                                     | Már első említésekor pusztaként szerepel.         |
| Kisbogát               | 1332         | 1335           | Torda és Harasztos közt                       |                                                   |
| Lengyelfalva           | 1295         | 1576           | Hosszútelke és Spring között                  |                                                   |
| Lőrincfalva            | 1332         | 1332           | Sajószentandrás                               | nem kizárt, hogy Sajószentandrással azonos.       |
| Máriatelke             | 1263         | 1469           | Kajántó és Diós közt                          | 1469-ben már pusztaként említik.                  |
| Mondorf                | 1290         | 1338           | Szerdahely                                    |                                                   |
| Nagybogát              | 1332         | 1335           | Torda és Harasztos közt                       |                                                   |
| villa Pathani          | 1333         | 1333           | Beszterce (?)                                 |                                                   |
| Pálfalva               | 1290         | 1388           | Szászbuzd                                     |                                                   |
| Pettendorf             | 1311         | 1386           | Jád                                           | 1334-ben Epemező néven említik                    |
| Pusztaszentmiklós      | 1336         | 1587           | Mezőpete és Székelysóspatak közt              |                                                   |
| Sarkad                 | 1310         | 1587           | Magyarpeterd                                  |                                                   |
| Szentandrásháza        | 1348         | 1466           | Méra                                          |                                                   |
| Szentbenedek           | 1263         | 1437           | Magyarfenes és Szelicse közt                  | utolsó említésekor már elpusztult település       |
| Szentgyörgy            | 1263         | 1299           | Kolozsvár                                     |                                                   |
| Szentgyörgy            | 1382         | 1382           | Gerendkeresztúr és Mezősályi közt             |                                                   |
| Szentgyörgy            | 1490         | 1587           | Bencenc és Gyalmár közt                       |                                                   |
| Szentimre              | 1380         | 1587           | Petrény és Piski közt                         |                                                   |
| Szentiván              | 1263         | 1420           | Kisbács                                       |                                                   |
| Szentjános             | 1521         | 1584           | Kézdiszentkereszt és Kézdiszentlélek közt     |                                                   |
| Szentmária             | 1404         | 1404           | Alsószálláspatak és Felsőszálláspatak mellett |                                                   |
| Szentmárton            | 1312         | 1346           | Drág és Vajdaháza közt feküdt                 |                                                   |
| Szentmártonfalva       | 1238         | 1347           | Magyarigen és Sárd közt                       |                                                   |
| Szentmiklós            | 1332         | 1342           | Tövis                                         |                                                   |
| Tarkő                  | 1333         | 1334           | Csíkszentdomokos                              |                                                   |
| Tiburctelek            | 1344         | 1652           | Kajántó                                       |                                                   |
| Vincenc                | 1269         | 1374           | Henningfalva                                  |                                                   |
| Unterten               | ?            | 15. század     | Alcina                                        |                                                   |